# Kawasaki GPZ1000RX
La Kawasaki GPZ1000RX, también conocida como Ninja 1000R o ZXT00A, fue una motocicleta fabricada por Kawasaki desde 1986 a 1988. Tenía un desplazamiento de 997 cc de un motor de 4 cilindros en línea transversal, 16-válvulas, doble árbol de levas.
La GPZ1000RX era el reemplazo de la Ninja original, la GPZ900R, pero resultó que no solo no la reemplazó, sino que incluso se dejó de producir antes de la GPZ900R . Igual que la GPZ900R 2 años antes, la 1000RX fue la motocicleta de producción en masa más rápida de su tiempo. Hasta que en 1988 la GPZ 1000RX fue descontinuada por la ZX-10 "Tomcat". Aun así la GPZ900R se mantuvo en producción más allá de  1990 cuando Kawasaki lanzó una nueva motocicleta deportiva insignia ZZ-R1100, y se siguió produciendo hasta el año 2003.